# Roger Morneau
 (janvier 2022).
 (juin 2014).
Pour les articles homonymes, voir Morneau.
Roger Morneau (18 avril 1925 – 22 septembre 1998) est un essayiste néo-brunswickois.

## Biographie
Il a écrit sur la prière, le surnaturel et partagé son expérience vécue dans une secte sataniste élitiste dans sa jeunesse à Montréal, jusqu'en 1946 et comment il a fini par rompre ses liens avec elle dès sa conversion à l'Église adventiste du septième jour. Dans son roman autobiographique Frabato le Magicien, Franz Bardon décrit des faits similaires, d'un point de vue extérieur à la secte, toutefois.

## Témoignage
Lors d'une séance de spiritisme avec un ami, il rencontre George, un musicien de jazz, qui évoque son expérience dans le culte du démon ainsi que des succès de carrière qu'il a obtenu par ce biais. À cette occasion, il leur explique que les démons le possèdent et lui transmettent leur énergie, qu'il restitue ensuite à la foule, qui aime ce qu'elle reçoit et qui revient pour en ravoir, expliquant ainsi son succès. Il leur propose de se joindre à lui pour une séance, sous la condition qu'ils n'aient plus aucun respect pour le Christ, ce que lui ont déjà suggéré le comportement de quelques esprits évoqués le soir même qui ont semblé les favoriser parmi tous les autres présents. Lors de leur première réunion, il est frappé de constater qu'est présente la bonne société de Montréal qui leur fait bon accueil et leur explique de quelle manière ils ont été favorisés par "les esprits". Un participant médecin leur explique qu'il doit se rendre dans le temple pour y accomplir des actes de dévotion envers un esprit nommé Nehushtan qui vont régénérer son pouvoir guérisseur sur ses patients.
Quelque temps plus tard, ils sont présentés au grand prêtre qui leur cite des noms et des faits connus d'eux seuls relatifs à leur engagement dans la marine marchande, ce qui les impressionne beaucoup. Le grand prêtre est un ancien prêtre catholique. Une visite du temple donne l'impression à Morneau d'une grande intelligence au travail qui fascine le visiteur et l'incite à la révérence et à la soumission sans se poser plus de questions, il est également intéressé par 75 tableaux d'environ 121x75cm qui s'y trouvent, représentant des démons ayant le rang de conseillers en chefs gouvernant des légions de démons. Les représentations de démons sont dites inférieures aux originaux car les esprits sont trop lumineux pour être vus sous leur forme réelle et peuvent entraîner une cécité passagère, ils se matérialisent donc dans une apparence amoindrie. Chacune de ses peintures de démon est accompagnée d'un petit autel permettant de brûler une bougie ou de l'encens en leur honneur, dont un pour Nehushtan et un autre grandeur nature pour Satan lui-même que le grand prêtre nomme "Dieu avec nous". Il affirme en outre qu'il doit rester ignoré du reste des humains, ainsi seulement peut-il gouverner sur eux. Il révèle alors le plan de Satan pour la terre et le genre humain: tout d'abord ils doivent convaincre les humains que les hiérarchies démoniaques n'existent pas, puis d'introduire l'hypnose comme une science nouvelle et bénéfique et favoriser le mysticisme comme un moyen de déchristianiser l'Occident et enfin détruire la Bible sans y toucher, par la promotion de la théorie de l'évolution. Au sein de la secte, "Dieu" est nommé comme "le créateur" mais jamais comme "dieu", ce terme étant réservé aux démons. À une remarque de Morneau indiquant que l'autel, mesurant approximativement 2,7 m de longueur pour 90 cm de hauteur et 70 cm de large d'une seule pièce en marbre, a du être difficile à amener sur place, il est répondu qu'il l'a été de la même manière que les druides celtes ont bâti leurs lieux de culte monolithiques, par lévitation. À un moment donné, "le maître", comme le nomme le grand prêtre, se manifeste à lui durant 3 minutes, ce qu'il n'avait pas fait en trois mois, étant occupé à semer la division entre les humains, comme conséquence de l'établissement de l'institution des Nations unies. Il demande alors à Morneau et son ami de s'incliner devant son portrait en signe de déférence, ce qui provoque une grand joie chez "le maître". Il leur explique qu'à Montréal, les cultes comme le sien prennent une forme raffinée mais que dans d'autres endroits du globe, ils peuvent revêtir les formes les plus dégradées.
Lors d'une autre visite, des médiums sont employés au moyen de la possession pour reproduire une conversation de Napoléon Bonaparte à l'un de ses officiers et un discours, pour lequel différentes versions circulaient, d'un maire de Montréal, Camillien Houde, au bénéfice d'un historien membre de la secte, alors que Houde est alors encore vivant. Il explique comment les démons prétendent inculquer à l'humain l'idée qu'il existe une vie après la mort afin de les tromper, alors que selon le grand maître il n'y en a pas et les humains ne posséderaient pas d'âme immortelle. Il précise que les membres de l'Église adventiste du septième jour sont très difficiles à tromper car ils vénèrent le jour du sabbat. Le grand prêtre désigne trois sortes de démons: les esprits familiers, dotés de grandes facultés intellectuelles et qui sont désignés pour personnifier des personnes décédées, les guerriers qui sont chargés de créer des conflits entre les groupes de gens ou les nations et les oppresseurs qui ne trouvent du plaisir qu'en s'attaquant à l'humanité en voulant la détruire. Un jour, le temps est venu pour Morneau de placer publiquement devant l'assemblée sa foi dans Satan, unique maître de la Terre et de demander en échange de sa foi un cadeau: il accomplit le rituel et demande à recevoir le don de divination qui va lui permettre de visualiser en rêve les gagnants de courses hippiques avec trois jours d'avance et de miser sur eux afin de maximiser ses gains, ce qu'il fait avec succès. Dans une nouvelle cérémonie il lui est demandé de chanter des hymnes chrétiens dans un contexte qui les désécralise, ce que Morneau refuse. Le grand prêtre lui affirme alors qu'il finira par s'y habituer, tout comme aux sacrifices d'animaux, et lui dit que le 1er novembre il y aura une cérémonie spéciale dans les Laurentides au cours de laquelle il accomplira la cérémonie d'initiation définitive au sein de la secte et qu'ensuite les esprits révèleront le plan spécial qu'ils ont pour sa vie, il lui est alors expliqué que les participants ont été partiellement possédés et qu'ils ont chanté les hymnes en partie en français puis dans un langage d'esprits qui a hautement fait plaisir au maître. Afin de le convaincre définitivement du pouvoir des esprits, il lui est montré une pièce dans laquelle 3 machines à écrires écrivent des courriers d'assistance juridique et où le juriste ne fait que nourrir les machines en papier. Morneau réalise qu'il y a plus en jeu que ce qui est montré et que ce qu'il voit et réalise que les esprits ne peuvent pas être entièrement cru dans leur déclarations.

## Publications
- A Trip Into the Supernatural[16]
- Beware of angels: Deceptions in the last days, Review and Herald Pub, 1997,  (ISBN 978-0828013000)
- Incredible Answers To Prayer trilogy[17]
  - Incredible Answers to Prayer: How God Intervened When One Man Prayed, Review & Herald Publishing, 1990,  (ISBN 978-0828005302)
  - More Incredible Answers to Prayer, (1993)
  - When You Need Incredible Answers to Prayer, Adventist Book Center New Jersey, 1995,  (ISBN 978-0828009768)
- The Incredible Power of Prayer, Review & Herald Publishing, (June 1, 1997),   (ISBN 978-0828013291)